# Miroslav Khol
Miroslav Khol (* 2. června 1936, Zdolbunov, Ukrajina) je český fotograf reportáže, portrétů, tabletopu, zátiší a architektury.
Velmi často fotografoval malíře a sochaře (např. Jana Zrzavého, Josefa Istlera, Mikuláše Medka, Františka Ronovského, Jana Baucha nebo Vladimíra Kopeckého). Proslul díky svému dramatickému stylu. Prakticky až do 90. let 20. století minulého století fotografoval černobíle. Již od mládí se věnoval fotografii, tiskl snímky v novinách, vydal publikaci Naše Praha a uspořádal několik výstav v Praze i mimo ni (např. v pražském Divadle Gong, v Malé Galerii Československého spisovatele či v kavárně Louvre).
Jeho snímky byly velmi ovlivněny žateckým okolím a lidmi. Pracoval i jako asistent Karla Hájka ve Světě v obrazech, jako vedoucí pracovník v Dilii nebo redaktor ve Světě práce.
Avšak nejvíce byl aktivní když pracoval jako fotoreportér v redakci Televizních novin, jeho novinářský styl však nebyl zpravodajský, ale velmi často dramatický a epický. Mezi významné osobnosti české fotografie se zařadil po výstavě uspořádané Galerií hlavního města Prahy v prostorách Staroměstské radnice v létě roku 1986.

## Život a dílo
Zájem o fotografii projevil již ve věku svých dvanácti let, kdy mu jeho strýc Mikuláš věnoval první fotoaparát Zeiss Ikon Box-Tengor. Kholovi po neblahé situaci na Ukrajině ve 40. letech reemigrují s ostatními volyňskými Čechy do své staré vlasti a usazují se v Libočanech u Žatce, vesnici ležící na Ohři, která je obklopena chmelnicemi a zelinářskými zahradami. Po dokončení základní školy se Miroslav Khol přihlásil na Vyšší filmovou školu v Čimelicích. V Čimelicích se také začal zajímat o profesionální působení Karla Hájka, jeho prací byl nadšen a odjel do Prahy, aby se se svým vzorem seznámil. Byl pražským fotografickým životem okouzlen a proto se rozhodl že přestoupí na Střední grafickou školu v Hellichově ulici. Od té doby se rozvíjela jeho dobrodružná povaha, velmi často střídal zaměstnání, avšak stále měl svou jedinou konstantu - fotografování. V roce 1963 uspořádal svou první výstavu. Úvodní slovo do katalogu a pro vernisáž mu napsal Jiří Jeníček. Tenkrát soudil: „Připadá mi, že fotograf Khol je reportér affichista. Jeho reportáže působí údery bubnů, víc než opticita se v nich uplatňují gramatické tvary - jména a zase jména - předmětů.“
Nyní (2021) stále žije v Praze, vzal si manželku Boženu, se kterou má dvě děti, Alexandru a Miroslava Khola ml.